# Kid Bellay
Kid  Bellay, född 9 februari 2020, är en fransk varmblodig travhäst. Han tränas av Jean-Michel Baudouin och rids av Éric Raffin.
Kid Bellay började tävla i september 2022 och inledde med två raka segrar. Han har hittills sprungit in 299 065 euro på 29 starter, varav 5 segrar, 4 andraplatser och 2 tredjeplatser. Han har tagit karriärens hittills största seger i Prix Louis Forcinal (2025).
Han har även vunnit Prix de Dozule (2024) och kommit på andraplats i Prix Paul Bastard (2025), Prix Victor Cavey (2025) samt på tredjeplats i Yearling Cup Arqana Trot (2023) och Prix de Normandie (2025).

## Statistik
| Statistik för Kide Bellay (Ref.) | Statistik för Kide Bellay (Ref.) | Statistik för Kide Bellay (Ref.) | Statistik för Kide Bellay (Ref.) | Statistik för Kide Bellay (Ref.) | Statistik för Kide Bellay (Ref.) |
| -------------------------------- | -------------------------------- | -------------------------------- | -------------------------------- | -------------------------------- | -------------------------------- |
| Starter                          | Placeringar                      | Startprissumma                   | Segerprocent                     | Platsprocent                     | Rekord                           |
| 29                               | 5-4-2                            | 299 065 euro                     | 17 %                             | 38 %                             | 1.12,5ak,                        |

### Större segrar
| År   | Lopp                | Kusk         | Vinstbelopp | Grupp   |
| ---- | ------------------- | ------------ | ----------- | ------- |
| 2024 | Prix de Dozule      | Romain Marty | 36 000 EUR  | Grupp 3 |
| 2025 | Prix Louis Forcinal | Éric Raffin  | 54 000 EUR  | Grupp 2 |